# Rappresentanti del Dakota del Nord
Il Dakota del Nord è attualmente rappresentato alla Camera dei rappresentanti degli Stati Uniti da un solo delegato, eletto in un collegio unico (at-large) con il sistema first-past-the-post ogni due anni. 
Essendo il numero dei delegati proporzionale alla popolazione dello stato, nel passato lo stato ha potuto contare su una rappresentanza alla Camera variata nel tempo da uno a tre delegati, dal 1973 ad oggi, secondo i dati confermati anche dall'ultimo censimento del 2020, lo stato ha un solo rappresentante. 
Dal 1889 (anno di ammissione all'Unione) al 1903 lo stato è stato rappresentato alla Camera da un solo delegato eletto in un collegio unico; dal 1903 al 1913 è stato rappresentato da due delegati, eletti contemporaneamente sempre all'interno di un collegio unico. Dal 1903 al 1933, invece, i rappresentanti sono stati tre, eletti in tre distretti congressuali con il sistema first-past-the-post, mentre dal 1933 al 1963 i rappresentanti tornarono due, e furono eletti contemporaneamente in un collegio unico che ricopriva l'intero stato. Dal 1963 al 1973 i rappresentanti rimasero due, ma vennero eletti in due distretti distinti e dal 1973, secondo i risultati del censimento del 1970, il Dakota del Nord è rappresentato da un solo delegato, eletto in un collegio unico. 

## Periodo 1889-1913
I rappresentanti furono eletti in collegi unici (at-large) comprendenti l'intero stato; fino al 1903 vi fu un solo rappresentante, poi diventati due.

### Seggio A
| N.                                         | Foto    | Rappresentante                   | Partito      | Carica          | Carica          | Congressi         | Mandati | Elezioni                                        |
| N.                                         | Foto    | Rappresentante                   | Partito      | Inizio          | Termine         | Congressi         | Mandati | Elezioni                                        |
| ------------------------------------------ | ------- | -------------------------------- | ------------ | --------------- | --------------- | ----------------- | ------- | ----------------------------------------------- |
| Il distretto venne creato il 4 marzo 1889  |         |                                  |              |                 |                 |                   |         |                                                 |
| Vacante                                    | Vacante | Vacante                          | Vacante      | 4 marzo 1889    | 2 novembre 1889 | 51                |         |                                                 |
| 1                                          |         | Henry C. Hansbrough (1848-1933)  | Repubblicano | 2 novembre 1889 | 3 marzo 1891    | 51                | 1⁄2     | 1889 Non ottenne la ricandidatura               |
| 2                                          |         | Martin N. Johnson (1850-1909)    | Repubblicano | 4 marzo 1891    | 3 marzo 1899    | 52 · 53 · 54 · 55 | 4       | 1890 · 1892 · 1894 · 1896 Candidatosi al Senato |
| 3                                          |         | Burleigh F. Spalding (1853-1934) | Repubblicano | 4 marzo 1899    | 3 marzo 1901    | 56                | 1       | 1898 Non ricandidatosi                          |
| 4                                          |         | Thomas F. Marshall (1854-1921)   | Repubblicano | 4 marzo 1901    | 3 marzo 1909    | 57 · 58 · 59 · 60 | 4       | 1900 · 1902 · 1904 · 1906 Candidatosi al Senato |
| 5                                          |         | L. B. Hanna (1861-1948)          | Repubblicano | 4 marzo 1909    | 7 gennaio 1913  | 61 · 62           | 1 1⁄2   | 1908 · 1910 Eletto Governatore                  |
| Vacante                                    | Vacante | Vacante                          | Vacante      | 7 gennaio 1913  | 3 marzo 1913    | 62                |         |                                                 |
| Il distretto venne abolito il 3 marzo 1913 |         |                                  |              |                 |                 |                   |         |                                                 |

### Seggio B
| N.                                         | Foto    | Rappresentante                   | Partito      | Carica           | Carica           | Congressi    | Mandati | Elezioni                            |
| N.                                         | Foto    | Rappresentante                   | Partito      | Inizio           | Termine          | Congressi    | Mandati | Elezioni                            |
| ------------------------------------------ | ------- | -------------------------------- | ------------ | ---------------- | ---------------- | ------------ | ------- | ----------------------------------- |
| Il distretto venne creato il 4 marzo 1903  |         |                                  |              |                  |                  |              |         |                                     |
| 1                                          |         | Burleigh F. Spalding (1853-1934) | Repubblicano | 4 marzo 1903     | 3 marzo 1905     | 58           | 1       | 1902 Non ottenne la ricandidatura   |
| 2                                          |         | Thomas F. Marshall (1858-1922)   | Repubblicano | 4 marzo 1909     | 11 febbraio 1911 | 59 · 60 · 61 | 2 1⁄2   | 1904 · 1906 · 1908 Eletto al Senato |
| Vacante                                    | Vacante | Vacante                          | Vacante      | 11 febbraio 1911 | 3 marzo 1911     | 61           |         |                                     |
| 3                                          |         | Henry T. Helgesen (1857-1917)    | Repubblicano | 4 marzo 1911     | 3 marzo 1913     | 62           | 1       | 1910 Candidatosi nel 1° distretto   |
| Il distretto venne abolito il 3 marzo 1913 |         |                                  |              |                  |                  |              |         |                                     |

## Periodo 1913-1933
I rappresentanti furono eletti in tre distretti uninominali.

### 1º distretto
| N.                                         | Foto    | Rappresentante                | Partito         | Carica         | Carica         | Congressi                   | Mandati | Elezioni                                                                                |
| N.                                         | Foto    | Rappresentante                | Partito         | Inizio         | Termine        | Congressi                   | Mandati | Elezioni                                                                                |
| ------------------------------------------ | ------- | ----------------------------- | --------------- | -------------- | -------------- | --------------------------- | ------- | --------------------------------------------------------------------------------------- |
| Il distretto venne creato il 4 marzo 1913  |         |                               |                 |                |                |                             |         |                                                                                         |
| 1                                          |         | Henry T. Helgesen (1857-1917) | Repubblicano    | 4 marzo 1913   | 10 aprile 1917 | 63 · 64 · 65                | 2 1⁄2   | 1912 · 1914 · 1916 Deceduto                                                             |
| Vacante                                    | Vacante | Vacante                       | Vacante         | 10 aprile 1917 | 10 agosto 1917 | 65                          |         |                                                                                         |
| 2                                          |         | John M. Baer (1886-1970)      | Lega Apartitica | 10 aprile 1917 | 3 marzo 1921   | 65 · 66                     | 1 1⁄2   | Eletto per terminare il mandato di Helgesen · 1918 Perse la rielezione                  |
| 3                                          |         | Olger B. Burtness (1884-1960) | Repubblicano    | 4 marzo 1921   | 3 marzo 1933   | 67 · 68 · 69 · 70 · 71 · 72 | 6       | 1920 · 1922 · 1924 · 1926 · 1928 · 1930 Non ottenne la ricandidatura nel collegio unico |
| Il distretto venne abolito il 4 marzo 1933 |         |                               |                 |                |                |                             |         |                                                                                         |

### 2º distretto
| N.                                         | Foto    | Rappresentante              | Partito      | Carica           | Carica           | Congressi                   | Mandati | Elezioni |
| N.                                         | Foto    | Rappresentante              | Partito      | Inizio           | Termine          | Congressi                   | Mandati | Elezioni |
| ------------------------------------------ | ------- | --------------------------- | ------------ | ---------------- | ---------------- | --------------------------- | ------- | --- |
| Il distretto venne creato il 4 marzo 1913  |         |                             |              |                  |                  |                             |         | |
| 1                                          |         | George M. Young (1870-1932) | Repubblicano | 4 marzo 1913     | 2 settembre 1924 | 63 · 64 · 65 · 66 · 67 · 68 | 5 1⁄2   | 1912 · 1914 · 1916 · 1918 · 1920 · 1922 Dimessosi per divenire giudice della Corte delle dogane               |
| Vacante                                    | Vacante | Vacante                     | Vacante      | 2 settembre 1924 | 4 novembre 1924  | 68                          |         | |
| 2                                          |         | Thomas Hall (1869-1958)     | Repubblicano | 4 novembre 1924  | 3 marzo 1933     | 68 · 69 · 70 · 71 · 72      | 4 1⁄2   | Eletto per terminare il mandato di Young · 1926 · 1928 · 1930 Non ottenne la ricandidatura nel collegio unico |
| Il distretto venne abolito il 4 marzo 1933 |         |                             |              |                  |                  |                             |         | |

### 3º distretto
| N.                                         | Foto | Rappresentante                | Partito      | Carica       | Carica       | Congressi                        | Mandati | Elezioni                                                                        |
| N.                                         | Foto | Rappresentante                | Partito      | Inizio       | Termine      | Congressi                        | Mandati | Elezioni                                                                        |
| ------------------------------------------ | ---- | ----------------------------- | ------------ | ------------ | ------------ | -------------------------------- | ------- | ------------------------------------------------------------------------------- |
| Il distretto venne creato il 4 marzo 1913  |      |                               |              |              |              |                                  |         |                                                                                 |
| 1                                          |      | Patrick Norton (1876-1953)    | Repubblicano | 4 marzo 1913 | 3 marzo 1919 | 63 · 64 · 65                     | 3       | 1912 · 1914 · 1916 Non ricandidatosi                                            |
| 2                                          |      | James H. Sinclair (1871-1943) | Repubblicano | 4 marzo 1919 | 3 marzo 1933 | 66 · 67 · 68 · 69 · 70 · 71 · 72 | 7       | 1918 · 1920 · 1922 · 1924 · 1926 · 1928 · 1930 Ricandidatosi nel collegio unico |
| Il distretto venne abolito il 4 marzo 1933 |      |                               |              |              |              |                                  |         |                                                                                 |

## Periodo 1933-1963
I rappresentanti furono eletti in due collegi unici (at-large) comprendenti l'intero stato.

### Seggio A
| N.                                        | Foto    | Rappresentante                   | Partito         | Carica         | Carica         | Congressi              | Mandati | Elezioni                                                       |
| N.                                        | Foto    | Rappresentante                   | Partito         | Inizio         | Termine        | Congressi              | Mandati | Elezioni                                                       |
| ----------------------------------------- | ------- | -------------------------------- | --------------- | -------------- | -------------- | ---------------------- | ------- | -------------------------------------------------------------- |
| Il Distretto venne creato il 4 marzo 1933 |         |                                  |                 |                |                |                        |         |                                                                |
| 1                                         |         | James H. Sinclair (1871-1943)    | Repubblicano    | 4 marzo 1933   | 3 gennaio 1935 | 73                     | 1       | Proveniente dal 3° distretto 1932 Non ottenne la ricandidatura |
| 2                                         |         | Usher L. Burdick (1879-1960)     | Lega Apartitica | 3 gennaio 1935 | 3 gennaio 1945 | 74 · 75 · 76 · 77 · 78 | 5       | 1934 · 1936 · 1938 · 1940 · 1942 Candidatosi al Senato         |
| 3                                         |         | Charles R. Robertson (1889-1951) | Repubblicano    | 3 gennaio 1945 | 3 gennaio 1949 | 79 · 80                | 2       | 1944 · 1946 Non ottenne la ricandidatura                       |
| 4                                         |         | Usher L. Burdick (1879-1960)     | Lega Apartitica | 3 gennaio 1949 | 3 gennaio 1959 | 81 · 82 · 83 · 84 · 85 | 5       | 1948 · 1950 · 1952 · 1954 · 1956 Non ricandidatosi             |
| 5                                         |         | Quentin N. Burdick (1908-1992)   | Democratico-NPL | 3 gennaio 1959 | 8 agosto 1960  | 86                     | 1⁄2     | 1958 Eletto al Senato                                          |
| Vacante                                   | Vacante | Vacante                          | Vacante         | 9 agosto 1960  | 3 gennaio 1961 | 86                     |         |                                                                |
| 6                                         |         | Hjalmar Nygaard (1906-1963)      | Repubblicano    | 3 gennaio 1961 | 3 gennaio 1963 | 87                     | 1       | 1960 Candidatosi nel 1° distretto                              |
| Distretto abolito il 3 gennaio 1963       |         |                                  |                 |                |                |                        |         |                                                                |

### Seggio B
| N.                                        | Foto    | Rappresentante                   | Partito         | Carica         | Carica         | Congressi         | Mandati | Elezioni                                        |
| N.                                        | Foto    | Rappresentante                   | Partito         | Inizio         | Termine        | Congressi         | Mandati | Elezioni                                        |
| ----------------------------------------- | ------- | -------------------------------- | --------------- | -------------- | -------------- | ----------------- | ------- | ----------------------------------------------- |
| Il Distretto venne creato il 4 marzo 1933 |         |                                  |                 |                |                |                   |         |                                                 |
| 1                                         |         | William Lemke (1878-1950)        | Lega Apartitica | 3 gennaio 1935 | 3 gennaio 1945 | 73 · 74 · 75 · 76 | 5       | 1932 · 1934 · 1936 · 1938 Candidatosi al Senato |
| 2                                         |         | Charles R. Robertson (1889-1951) | Repubblicano    | 3 gennaio 1941 | 3 gennaio 1943 | 77                | 1       | 1940 Non ottenne la ricandidatura               |
| 3                                         |         | William Lemke (1878-1950)        | Lega Apartitica | 3 gennaio 1945 | 30 maggio 1950 | 78 · 79 · 80 · 81 | 3 1⁄2   | 1942 · 1944 · 1946 · 1948 Deceduto              |
| Vacante                                   | Vacante | Vacante                          | Vacante         | 30 maggio 1950 | 3 gennaio 1951 | 81                |         |                                                 |
| 4                                         |         | Fred G. Aandahl (1897-1966)      | Repubblicano    | 3 gennaio 1949 | 3 gennaio 1959 | 82                | 1       | 1950 Candidatosi al Senato                      |
| 5                                         |         | Otto Krueger (1890-1963)         | Repubblicano    | 3 gennaio 1953 | 3 gennaio 1959 | 83 · 84 · 85      | 3       | 1952 · 1954 · 1956 Non ricandidatosi            |
| 6                                         |         | Don L. Short (1903-1982)         | Repubblicano    | 3 gennaio 1959 | 3 gennaio 1963 | 86 · 87           | 2       | 1958 · 1960 Candidatosi nel 2° distretto        |
| Distretto abolito il 3 gennaio 1963       |         |                                  |                 |                |                |                   |         |                                                 |

## Periodo 1963-1973
I rappresentanti furono eletti in due distretti uninominali.

### 1º distretto
| N.                                           | Foto    | Rappresentante              | Partito      | Carica          | Carica          | Congressi              | Mandati | Elezioni |
| N.                                           | Foto    | Rappresentante              | Partito      | Inizio          | Termine         | Congressi              | Mandati | Elezioni |
| -------------------------------------------- | ------- | --------------------------- | ------------ | --------------- | --------------- | ---------------------- | ------- | --- |
| Il distretto venne creato il 3 gennaio 1963  |         |                             |              |                 |                 |                        |         | |
| 1                                            |         | Hjalmar Nygaard (1906-1963) | Repubblicano | 3 gennaio 1963  | 18 luglio 1963  | 88                     | 1⁄2     | 1962 Deceduto                                                                                                 |
| Vacante                                      | Vacante | Vacante                     | Vacante      | 18 luglio 1963  | 30 ottobre 1963 | 88                     |         | |
| 2                                            |         | Mark Andrews (1926-2020)    | Repubblicano | 30 ottobre 1963 | 3 gennaio 1973  | 88 · 89 · 90 · 91 · 93 | 4 1⁄2   | Eletto per terminare il mandato di Nygaard · 1964 · 1966 · 1968 · 1970 · Ricandidatosi nel distretto at-large |
| Il distretto venne abolito il 3 gennaio 1973 |         |                             |              |                 |                 |                        |         | |

### 2º distretto
| N.                                           | Foto | Rappresentante                | Partito         | Carica         | Carica         | Congressi | Mandati | Elezioni                          |
| N.                                           | Foto | Rappresentante                | Partito         | Inizio         | Termine        | Congressi | Mandati | Elezioni                          |
| -------------------------------------------- | ---- | ----------------------------- | --------------- | -------------- | -------------- | --------- | ------- | --------------------------------- |
| Il distretto venne creato il 3 gennaio 1963  |      |                               |                 |                |                |           |         |                                   |
| 1                                            |      | Don L. Short (1903-1982)      | Repubblicano    | 3 gennaio 1963 | 3 gennaio 1965 | 88        | 1       | 1962 Perse la rielezione          |
| 2                                            |      | Rolland W. Redlin (1920-2011) | Democratico-NPL | 3 gennaio 1965 | 3 gennaio 1967 | 89        | 1       | 1964} Perse la rielezione         |
| 3                                            |      | Thomas S. Kleppe (1919-2007)  | Repubblicano    | 3 gennaio 1967 | 3 gennaio 1971 | 90 · 91   | 2       | 1966 · 1968 Candidatosi al Senato |
| 4                                            |      | Arthur A. Link (1914-2010)    | Democratico-NPL | 3 gennaio 1971 | 3 gennaio 1973 | 92        | 1       | 1970 Candidatosi come Governatore |
| Il distretto venne abolito il 3 gennaio 1973 |      |                               |                 |                |                |           |         |                                   |

## Periodo dal 1973
Dal 1973 il Dakota del Nord è rappresentato da un solo deputato, eletto in un collegio unico.
| N.                                          | Foto    | Rappresentante           | Partito         | Carica           | Carica           | Congressi                                           | Mandati | Elezioni                                                                         |
| N.                                          | Foto    | Rappresentante           | Partito         | Inizio           | Termine          | Congressi                                           | Mandati | Elezioni                                                                         |
| ------------------------------------------- | ------- | ------------------------ | --------------- | ---------------- | ---------------- | --------------------------------------------------- | ------- | -------------------------------------------------------------------------------- |
| Il distretto venne creato il 3 gennaio 1973 |         |                          |                 |                  |                  |                                                     |         |                                                                                  |
| 1                                           |         | Mark Andrews (1926-2020) | Repubblicano    | 3 gennaio 1973   | 3 gennaio 1981   | 93 · 94 · 95 · 96                                   | 4       | 1972 · 1974 · 1976 · 1978 · Candidatosi al Senato                                |
| 2                                           |         | Byron Dorgan (1942)      | Democratico-NPL | 3 gennaio 1981   | 15 dicembre 1992 | 97 · 98 · 99 · 100 · 101 · 102                      | 6       | 1980 · 1982 · 1984 · 1986 · 1988 · 1990 Eletto al Senato                         |
| Vacante                                     | Vacante | Vacante                  | Vacante         | 15 dicembre 1992 | 3 gennaio 1993   | 102                                                 |         |                                                                                  |
| 3                                           |         | Earl Pomeroy (1952)      | Democratico-NPL | 3 gennaio 1993   | 3 gennaio 2011   | 103 · 104 · 105 · 106 · 107 · 108 · 109 · 110 · 111 | 9       | 1992 · 1994 · 1996 · 1998 · 2000 · 2002 · 2004 · 2006 · 2008 Perse la rielezione |
| 4                                           |         | Rick Berg (1959)         | Repubblicano    | 3 gennaio 2011   | 3 gennaio 2013   | 112                                                 | 4       | 2010 Candidatosi al Senato                                                       |
| 5                                           |         | Kevin Cramer (1961)      | Repubblicano    | 3 gennaio 2013   | 3 gennaio 2019   | 113 · 114 · 115                                     | 3       | 2012 · 2014 · 2016 Candidatosi al Senato                                         |
| 6                                           |         | Kelly Armstrong (1976)   | Repubblicano    | 3 gennaio 2019   | 14 dicembre 2024 | 116 · 117 · 118                                     | 3       | 2018 · 2020 · 2022 Eletto Governatore                                            |
| Vacante                                     | Vacante | Vacante                  | Vacante         | 14 dicembre 2024 | 3 gennaio 2025   | 118                                                 |         |                                                                                  |
| 7                                           |         | Julie Fedorchak (1968)   | Repubblicano    | 3 gennaio 2025   | in carica        | 119                                                 | 1       | 2024                                                                             |